# Gerd Winter (Rechtswissenschaftler)
Gerd Winter (* 2. März 1943 in Diepholz) ist ein deutscher Rechtswissenschaftler.

## Leben
Winter studierte nach der Reifeprüfung 1962 am Johanneum Lüneburg von 1962 bis 1966 Rechtswissenschaft an der Universität Würzburg, der Universität Freiburg im Breisgau, der Universität Lausanne und der Universität Göttingen und von 1966 bis 1968 Soziologie an der Universität Konstanz, an der er von 1969 bis 1973 wissenschaftlicher Assistent im Fachbereich Rechtswissenschaft war. Von 1972 bis 1973 war er Visiting Scholar an der Yale Law School. Er erwarb folgende akademische Grade: erstes und zweites juristisches Staatsexamen (OLG Celle 1966, OLG Stuttgart 1971), Dr. iur. (Universität Göttingen 1967), Lic. rer. soc. (Universität Konstanz 1969), Dr. h. c. der Universität Luzern (2012) und der Staatlichen Javakhishvili Universität Tiflis (2017). 1973 wurde er Professor für Privatrecht und Rechtssoziologie, seit 1984 Professor für öffentliches Recht und Rechtssoziologie im Fachbereich Rechtswissenschaft der Universität Bremen. Von 1987 bis 1994 war er Ko-Direktor des Zentrums für Europäische Rechtspolitik (ZERP). 1994 gründete er die Forschungsstelle für Europäisches Umweltrecht (FEU), wo er von 1994 bis 2016 Direktor bzw. Ko-Direktor war. Seit der Pensionierung 2008 ist er Forschungsprofessor an der FEU.
Seine Forschungs- und Arbeitsinteressen sind deutsches, europäisches und internationales Umweltrecht, vergleichendes Verwaltungsrecht und Rechtssoziologie.
Er war Mitglied einer Unabhängigen Sachverständigenkommission für ein Umweltgesetzbuch, dessen umfangreicher Entwurf (Berlin 1998)  nicht angenommen wurde. Er war als Berater der Gesetzgebung im Verwaltungs- und Umweltrecht in Transformationsstaaten tätig, mit Schwerpunkt in Georgien. Er hat als Prozessbevollmächtigter an vielen umweltrechtlichen Gerichtsverfahren auf deutscher und europäischer Ebene teilgenommen, so zum Beispiel in den Verfahren Carvalho u. a. gegen das Europäische Parlament und den Rat vor dem Europäischen Gerichtshof (Rechtssache C-565/19 P, ECLI:EU:C:2021:252) und KlimaSeniorinnen gegen die Schweiz vor dem Europäischen Gerichtshof für Menschenrechte (Rechtssache no. 53600/20). 2023 trat er als Strafverteidiger einer Aktivistin der Letzten Generation auf.

## Schriften (Auswahl)
- (Hrsg.) Property and Environmental Protection in Europe, Groningen 2016, Europa Law Publishing
- (mit Koba Kalichava) Rechtstransfer und Eigendynamik in Transformationsländern: Das Beispiel der Verwaltungsrechtsentwicklung in Georgien, ZaöRV 79 (2019) 273-3
- mit L. Krämer, Umweltrecht, in: Schulze, Janssen, Kadelbach (Hrsg.) Europarecht. Handbuch für die deutsche Rechtspraxis, Nomos Verlag 4. Aufl. 2020, § 27
- Von der Bewahrung zur Bewirtschaftung. Ein Kommentar zum zweiten Klimabeschluss des BVerfG, ZUR 2022, 215
- Armando Carvalho et alii versus Europäische Union: Rechtdogmatische und staatstheoretische Probleme einer Klimaklage vor dem Europäischen Gericht,  ZUR 5/2019: 259 -  27
- Climate Protection before the European Court of Human Rights: The KlimaSeniorinnen und Duarte Agostinho Cases in Perspective, ZaöRV 84 (2024) 457-498
- The European Union’s deregulation of plants obtained from new genomic techniques: a critique and an alternative option, Environmental Sciences Europe (2024) (open access https://doi.org/10.1186/s12302-024-00867-z)
- Ökologische Verhältnismäßigkeit. Wie Alternativen und Ziele umweltbelastender Vorhaben abgewogen werden, Baden-Baden 2025, ISBN 978-3-7560-2481-0 (open access https://doi.org/10.5771/9783748960348